# Virtuoz

Un virtuoz (din fr. virtuose, la rândul său provenind din lat. virtus – aprox. „abilitate”) este un instrumentist muzical care stăpânește în mod desăvârșit tehnica unui instrument muzical sau a mai multora (rar). Uneori se vorbește și despre virtuozitatea unui cântăreț, cu înțelesul de „instrumentalizare” a vocii sale (controlul asupra înălțimii muzicale, dar și al celorlalți parametri – durată, intensitate, timbru – în condiții oricât de dificile); spre exemplu, coloratura este o punere la încercare a virtuozității vocale.
Prin extensie, un virtuoz este și cineva care activează în domeniul oricărei alte arte, atâta vreme cât stăpânește pe deplin tehnica artistică specifică.
În muzică virtuozitatea nu este legată de stilul interpretativ al instrumentistului, ci doar confirmă atingerea unui stadiu de cunoaștere a instrumentului (instrumentelor) în cauză, la care tehnica execuției muzicale nu ridică probleme cu privire la calitatea interpretării unei partituri.

## Scriitura de virtuozitate
În scriitura instrumentală, momentele (în marea lor majoritate, cadențe solistice pentru muzica cu acompaniament) care se remarcă printr-o dificultate sporită de interpretare sunt numite „de virtuozitate”; ele pun la încercare nivelul tehnic al interpretului. În vreme ce muzica pentru un instrument solist conține mult mai adesea astfel de momente, cadențele solistice din lucrările cu acompaniament (în timpul cărora orchestra cântă doar într-un mod discret sua chiar deloc, pentru a nu distrage atenția publicului) au cunoscut o dezvoltare distinctă, care constituie o mărturie prețioasă pentru cercetarea stilului de interpretare din epocile anterioare înregistrării sonore. Astfel, cadențele solistice au fost promovate din timpul epocii baroce, când nu figurau în partitură decât prin notația cadenza, o invitație pentru fiecare instrumentist de a-și construi propriile momente solistice (sau de a le improviza, în funcție de posibilitățile sale tehnice și creative). Cu timpul compozitorii au început să noteze cadențele, mai întâi fără a intra într-un metru distinct („fără bară de măsură”), pentru ca mai apoi ele să fie integrate în partitură în totalitate. 